# Мате, Илья Фёдорович
Илья́ Фёдорович Мате́ (род. 6 октября 1956, Старогнатовка, Сталинская область) — советский борец вольного стиля, олимпийский чемпион, Заслуженный мастер спорта СССР (1979). Первый олимпийский чемпион по вольной борьбе от СССР среди спортсменов, представляющих сельское спортивное общество.

## Биография
Илья Мате родился в 1956 году в селе Старогнатовка Сталинской области, в семье грека и украинки.
Начал заниматься национальной борьбой куреш в школе под руководством тренера Виктора Бороты. По окончании восьмилетней школы в селе, поступил в Донецкое кооперативное училище, где приступил к занятиям вольной борьбой также под руководством Бороты. В 1974 году выиграл чемпионат СССР среди юношей и завоевал звание мастера спорта СССР. В 1975 году стал вторым на чемпионате мира среди юниоров в категории до 90 килограммов.
Впервые выступив на чемпионате СССР среди взрослых в 1976 году остался четвёртым. В 1978 году стал вторым на Кубке Мира в Толедо.
Доказал своё право на участие в Олимпийских играх 1980 года в Москве в отборочных схватках и соревнованиях с такими прославленными борцами, как Иван Ярыгин и Леван Тедиашвили
На Летних Олимпийских играх 1980 года в Москве боролся в весовой категории до 100 килограммов.
В схватках:
- в первом круге на 4-й минуте тушировал Сантьяго Моралеса (Испания);
- во втором круге на 8-й минуте выиграл у Барбара Моргана (Куба) ввиду дисквалификации противника;
- в третьем круге на 2-й минуте тушировал Анталя Бодо (Венгрия);
- в четвёртом круге по баллам со счётом 6-4 выиграл у Славчо Червенкова (Болгария);
- в пятом круге по баллам со счётом 9-2 выиграл у Томаша Буссе (Польша) и вышел в финальную часть соревнований;
- в шестом круге по баллам со счётом 15-3 выиграл у Юлиуса Стрниско (Чехословакия)
- в седьмом круге участия не принимал, уже завоевав звание олимпийского чемпиона[4]

Выступал за ДСО «Колос» (Донецк). Двукратный чемпион мира (1979, 1982), обладатель Кубка мира (1981), бронзовый призёр чемпионата мира (1981), серебряный призёр Кубка мира (1978), чемпион Европы (1979), чемпион Универсиады (1981), четырёхкратный чемпион СССР (1978, 1979, 1980, 1982), победитель Спартакиады народов СССР (1979).
Кавалер ордена Дружбы народов.
Окончил Макеевский инженерно-строительный институт. Живёт в Донецке, предприниматель
В Енакиево ежегодно проходит международный турнир на призы Ильи Мате.

## Высказывания о Мате
Иван Ярыгин о борце:

Раньше меня боялись, теперь я уже с опаской жду поединка с Мате. Хотя внешне в нём-то как раз нет ничего устрашающего — обычный парень, мышцы не выпирают, ходит вразвалочку, руку жмет вяло. Но все это обманчиво. На ковре он пружина, стальная пружина, и техника отменная.

Юрий Шахмурадов про манеру борьбы Ильи Мате:

Что главное в манере его борьбы? Он почти не делает ошибок. Его ходы на ковре нестандартны, сопернику трудно предположить, что сделает он через мгновенье.

Виктор Борота о своем воспитаннике: 

В спортивном плане он был многогранен в технике, и, как говорят, голова у него была очень светлая, а в человеческом – он никогда не подводит друзей, надежен, до сих пор дружит только с теми, с кем рос. Это – важное качество.